# Adhir Kalyan
Adhir Kalyan (Durban, África do Sul, 4 de agosto de 1983) é um ator sul-africano.

## Início de carreira
Kalyan nasceu em Durban, África do Sul. Sua mãe, Santosh Vinita Kalyan, é membro do parlamento da Assembleia Nacional Sul Africana onde ela representa a Aliança Democrática.
Antes de ir ao estrangeiro, ele realizou uma série de produções na África do Sul, incluindo adaptações teatrais de Charles Dickens como "Oliver Twist" e "A Christmas Carol", uma adaptação de The Ground Beneath Her Feet, de Salman Rushdie, e atuou no clássico Shakespeareano Macbeth.

## Aparições na TV britânica e irlandesa
Em 2005, mudou-se para Londres para prosseguir a sua carreira de ator onde ganhou papéis na série da BBC Holby City, como Arjmand Younis, em Spooks, e na a rede irlandesa RTE 1 em Fair City como Ramal Kirmani. Ele também apareceu em uma série de filmes independentes.

## Televisão norte-americana
Ele estrelou uma sitcom americana chamada Aliens in America,conhecida no Brasil como Raja,onde ele atuava como um estudante paquistanês de intercâmbio no Winsconsin.Recentemente ele foi incluído no elenco corrente da segunda metade da quinta temporada de Nip/Tuck. Um de seus papéis mais recente, foi como Timmy no seriado Rules of Engagement.